# Bela pastirica
Bela pastirica (znanstveno ime Motacilla alba) je ptič pevec iz družine pastiric, ki gnezdi po večjem delu Evrazije in v Severni Afriki, prezimuje pa tudi južno od Sahare in v Južni Aziji.

## Opis
Ima vitko telo z dolgim, črnobelim repom in črno-sivo-belim vzorcem operjenosti preostanka telesa. Bele pastirice z različnih delov sveta se razlikujejo po vzorcih, na podlagi česar so opisane številne podvrste. Samci podvrste Motacilla alba alba, ki je prisotna po večini Evrope, imajo v paritvenem obdobju črn vrh glave, zatilje in grlo, ki dajejo oster kontrast belemu čelu in predelu okoli oči ter sivemu hrbtu. Črna z belim robom so tudi letalna peresa. Samice, mladiči in samci pozimi imajo manj črne obarvanosti. Podvrsta yarelli, ki gnezdi na Britanskem otočju, ima denimo tudi hrbet črn, povrsta subpersonata iz Maroka pa skoraj v celoti črno glavo, razen par belih lis.
Je žužkojed ptič, ki svoj plen lovi na tleh, pri čemer izbira odprta, pregledna lovišča, kot so nabrežja, travniki in močvirnata območja. Zdaj se pogosto zadržuje tudi v človekovi bližini in izkorišča strukture, kot so ceste, strehe in parkirišča. Znana je po hitrem potresavanju z repom, predvsem ob pristanku, pa tudi po tekanju po tleh, med katerim značilno kima z glavo.

## Območje razširjenosti
Bela pastirica gnezdi po vsej Evraziji razen arktičnih predelov, v maroškem gorovju in na skrajnem zahodu Aljaske. Prisotna je v raznolikih habitatih, le v puščavah ne uspeva. V zmernejšem delu območja razširjenosti, na primer v Sredozemlju, je prisotna vse leto, preostanek populacije pa se pozimi odseli proti jugu. Osebki, ki gnezdijo v hladnejših delih kontinentalne Evrope, prezimujejo v tropski in subtropski Afriki.
V Sloveniji je splošno znana in najpogostejša med tremi tu prisotnimi vrstami pastiric (poleg bele še siva in rumena). Zadržuje se predvsem v bližini človekovih bivališč, v bližini živine in na smetiščih, kjer lovi svoj plen. Po oceni na Slovenskem gnezdi 5000 do 10000 parov, del lokalne populacije, ki živi v toplejših predelih, pa tu tudi prezimi.